# Dallas Country Club
De Dallas Country Club is een countryclub in de Verenigde Staten. De club werd opgericht in 1896 en bevindt zich in Dallas, Texas. De club beschikt over een 18-holes golfbaan en werd ontworpen door de golfbaanarchitect Tom Bendelow.

## Golftoernooien
Het eerste grote golftoernooi dat de club ontving was het Dallas Open, in 1945. Het was tevens de tweede editie en die werd gewonnen door Sam Snead.
- Dallas Open: 1945

## Trivia
De club beschikt ook over acht tennisbanen.